# Olginasio
Olginasio è una frazione geografica del comune italiano di Besozzo posta ad est del centro abitato, verso Bardello.
Compreso nel grande anfiteatro morenico, che dal Verbano arriva fino al lago di Varese, Olginasio si trova nella conca con la medesima denominazione, lungo la strada di collegamento tra Bardello e Besozzo.
Il nucleo storico è composto da edifici ad origine rurale collocati lungo il tracciato viario principale a lungo alcuni percorsi secondari cha da esso si dipartono, trovando il suo principale riferimento nella chiesa di S. Brizio con il sagrato. Il territorio della frazione comprende vaste aree a prato, aree coltivate e bosco.

## Storia
Fu un antico comune del Milanese.
L'area di Olginasio era frequentata almeno dall'epoca romana imperiale, trovandosi lungo l'importante percorso che collegava la romana Stationa (Angera) sul Verbano con il Seprio, passando per Brebbia.
Il Liber Notitiae Sanctorum Mediolani', repertorio di chiese ed altari della diocesi di Milano redatto alla fine del XIII sec. da Goffredo Da Bussero, menziona un altare ad Olginasio ("Olcenaxia"), all'interno della pieve di Brebbia con il titolo di Sant'Antonino.
Nel 1346 la località, nella forma "Olzinasio", compare negli Statuti delle strade e delle acque del contado di Milano.
La località era quindi nota, stabilmente insediata e dotata di un luogo di culto. La primitiva cappella si trovava con ogni probabilità sul sito della chiesa attuale, e sarebbe stata ampliata una prima volta nel XVI sec. e riedificata nel XIX.
Il campanile in pietra visibile sul lato nord dell'edificio attuale, che lo ingloba parzialmente, rappresenta una notevole testimonianza medievale (seppure alterato sulla sommità).
La torre campanaria, essendo situata lungo lo storico percorso citato, potrebbe aver avuto in origine anche la funzione di permettere il controllo visivo della strada e del territorio, dominando la piana Gavirate - Besozzo.
La località aveva nel medioevo un legame con la vicina Brebbia e le sue vicende storiche, essendo inclusa nella sua pieve. La presenza a Brebbia del castello degli arcivescovi di Milano condizionò anche economicamente la vita dei paesi limitrofi, inclusi nel relativo feudo, che passò al potente casato Besozzi dal 1412.
Gli avvicendamenti al potere nei secoli portavano poche variazioni alla vita degli abitanti, che vivevano di attività agricole: la proprietà della terra si concentrava in pochi possidenti, nobili od ecclesiastici, ed ai contadini o "massari" erano affittati case e terreni da coltivare, con resa solitamente modesta.
Come rilevato dal catasto cosiddetto di Maria Teresa, nel XVIII sec. ad Olginasio si coltivavano prevalentemente seminativi semplici, seminativi con viti o con "moroni" (alberi di gelso, essenziali per l'allevamento dei bachi da seta); vi erano anche aree a prato, a pascolo ed a bosco. Tra i maggiori proprietari di beni vi erano il capitolo di Besozzo, il conte Giovanni Marliani, il Seminario maggiore di Milano, alcuni Besozzi.
Nel 1751, l'inchiesta governativa austriaca rileva che Olginasio, piccolo borgo di 170 abitanti, era infeudata al conte Giulio Visconti Borromeo Arese, cui si doveva ogni anno una somma in denaro.
Nel 1858 gli abitanti risultavano circa 450.
Tra la fine del XIX sec. e l'inizio del XX la carica di sindaco della piccola comunità fu ricoperta per più decenni dall'ingegnere Giuseppe Rebuschini, benefattore e figura fondamentale per Olginasio: proprietario di molti beni nel luogo, ne donò una parte alla comunità, tra cui si ricordano uno stabile per ospitare la scuola e gli uffici comunali, ed il terreno su cui gli abitanti avevano potuto costruire con grandi sacrifici la casa parrocchiale, necessaria per ospitare un sacerdote residente e costituire una parrocchia autonoma.
La chiesa di S.Brizio era, da secoli, annessa alla parrocchia di S.Stefano di Bardello, che infatti risultava titolare di beni in Olginasio fino al XIX sec. Grazie alla volontà ed ai sacrifici degli abitanti, che avevano costruito la casa parrocchiale e rinnovato la chiesa, tra il 1894 ed il 1907 fu costituita la parrocchia autonoma di S.Brizio.
In epoca fascista, nel 1927, Olginasio ed i vicini comuni di Cardana e Bogno furono annessi a Besozzo.

## Infrastrutture e trasporti
Fra il 1914 e il 1940 Olginasio ospitò una fermata della tranvia Varese-Angera, gestita dalla Società Anonima Tramvie Orientali del Verbano (SATOV).